# Brut

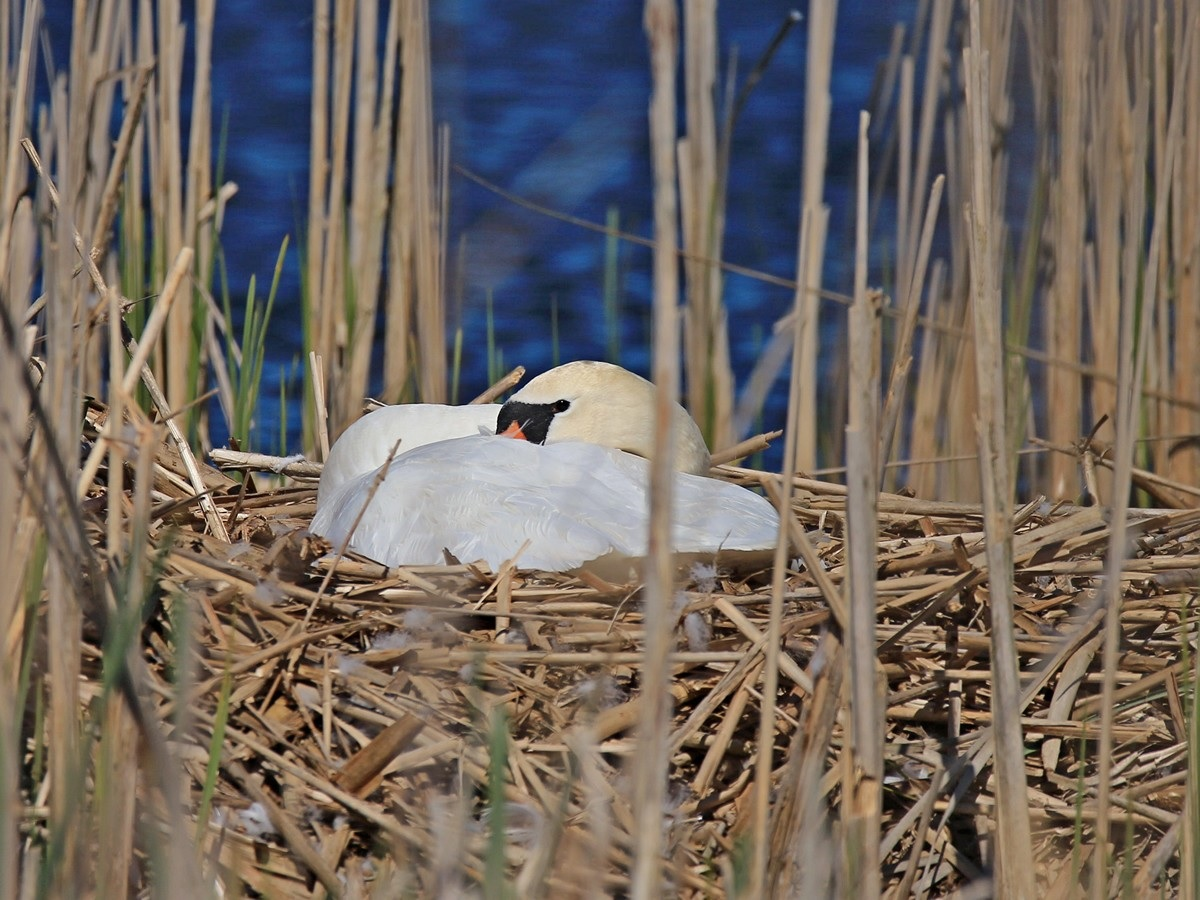
Brütender Schwan

Das Wort Brut hat in der Vogelkunde (ganz ähnlich wie bei Fischen und Insekten) drei Bedeutungen:
1. Das Gelege (die gelegten Eier) eines Weibchens beziehungsweise Paares.
2. Die geschlüpften Nestlinge eines Geleges.
3. Bei Vögeln spielt außerdem das Brüten (Warmhalten der angelegten Eier bis zum Schlüpfen) eine entscheidende Rolle.

Bei den Fischen und im alltäglichen Sprachgebrauch dominiert die zweite Bedeutung.

## Gelege und Brutdauer
Nach der Paarung legt das Weibchen bei den meisten Arten die befruchteten Eier innerhalb einiger Tage bis weniger Wochen. Bei Singvögeln hat das Gelege im Durchschnitt fünf bis acht Eier, jedoch gibt es auch Vogelarten mit nur einem oder mit über 20 Eiern.
Bei den Reptilien ist die Gelegegröße vergleichbar, bei den Fischen schwankt die Zahl der Eier jedoch erheblich und kann bis mehrere Hundert reichen.
Die Brutdauer verschiedenster Vogelarten und -Gattungen kann zwischen etwa zehn Tagen und drei Monaten betragen.

## Brut und Brutverhalten bei Sittichen
Der Halsbandsittich benötigt für seine Brut ungefähr 23 Tage. In diesem Zeitraum legt er etwa drei bis fünf Eier. Meist legt das Weibchen die Eier im Abstand von etwa fünf Tagen. Da Halsbandsittiche Dauerbebrüter sind, wird die Brut bereits ab dem ersten Tag bebrütet. Die ersten vier Wochen verbringen die Jungen im Nest beziehungsweise Nistkasten. Sind sie alt genug, um beim Flugloch herauszuschauen, beteiligt sich der Hahn ebenfalls an ihrer Aufzucht.
Diese Fütterung erfolgt durch die Henne mit viel eiweißreicher Kost, sie selbst lässt sich vom Hahn füttern. Mit ca. fünf Wochen fliegen sie aus und werden durch Futterzugabe durch die Alttiere unterstützt.
Beim Wellensittich legt das Weibchen seine Eier im Abstand von etwa zwei Tagen und brütet bereits ab dem ersten. Nach drei Wochen schlüpfen die Jungen ebenfalls im Abstand von zwei Tagen. Die Fütterung erfolgt durch die Henne. Die ersten vier Wochen verbringen die Jungen im Nest beziehungsweise Nistkasten. Ebenfalls mit ca. fünf Wochen fliegen die Jungtiere aus.
Mit der Abgabe der Jungtiere sollte man noch etwa zwei Wochen warten, da sie immer noch gefüttert werden.

## Brut beim Haushuhn
Ab April/Mai legt die Henne ihre 13 bis 15 Eier im Abstand von ein bis zwei Tagen. Innerhalb von ca. drei bis vier Wochen füllt sie das Nest und beginnt dann erst mit der Brut, indem sie das Nest nur noch ein- bis zweimal täglich verlässt, um Nahrung und Wasser aufzunehmen und sich zu entleeren.
Da die Entwicklung der Küken im Ei erst mit der dauerhaften Wärmezufuhr beginnt, die die Henne mit ihrem Körper abgibt, schlüpfen alle Küken nach 21 Tagen fast gleichzeitig innerhalb von 24 Stunden mit einem Schlupfgewicht von 35 bis 45 Gramm.
Das Brutverhalten ist angeboren, auch Hennen aus Legebatteriehaltung zeigen es, wenn sie die Möglichkeit erhalten, ein Nest zu bauen, es zu füllen und zu brüten.
Die Kükenaufzucht übernimmt ausschließlich das weibliche Huhn, das die Küken bis zu deren Selbständigkeit zu Futterplätzen führt, beschützt und wärmt.

## Brut bei anderen Vögeln
Die Legeabstände und die Dauer des Brütens kann bei anderen Vogelgattungen etwa um die Hälfte kürzer sein, aber auch drei- bis viermal länger. Sie hängt jedoch nur wenig von der Größe der Tiere ab, die Gelegegröße überhaupt nicht.
Bei den meisten Vogelarten Europas beträgt die Brutdauer zwei bis vier Wochen. In der Mitte dieses Zeitrahmens findet sich interessanterweise die schwere, während der Mauser flugunfähige Großtrappe mit ihren zwei bis drei Eiern. Auch das Rebhuhn bebrütet sein Gelege (etwa 20 Eier) drei Wochen. Bei der überwiegenden Zahl der Singvögel sind es etwa zwei Wochen.
Die Brutpflege wird – wie auch bei Fischen – oft vom Weibchen und Männchen gemeinsam übernommen.
Sehr verschieden sind die Verhältnisse bei den großen Laufvögeln. Manche lassen die Eier von der Sonne ausbrüten, bei anderen übernehmen es die Männchen. Das Nandu-Männchen beispielsweise paart sich zwar mit mehreren Weibchen, besorgt aber dann allein das Brutgeschäft und die Aufzucht. Die Weibchen ziehen ab und paaren sich noch mit weiteren Männchen.

## Brut bei Fischen
Bei den meisten Fischen wird der Rogen und die Fischmilch einfach ins Wasser abgegeben und danach werden die befruchten Eier sich selbst überlassen. Ausnahmen sind das Männchen des Stichlings, das die Eier in eine Mulde am Seegrund ablegt und mit Sauerstoff befächelt. Das Seepferdchen wo das Männchen die Eier in einer Bauchtasche verstaut und bis zum Schlupf verstaut, danach findet keine weitere Brutpflege mehr statt. Bei Maulbrütern nimmt das Männchen die Eier in sein Maul und behält sie bis zum Schlupf darin verborgen. Anschließend werden die Jungen sich selbst überlassen oder kehren bei drohender Gefahr bis zu einer bestimmten Größe in das Maul des Elterntier zurück. Bei manchen Hai- und Rochenarten verbleiben die Eier im Körper des Muttertier und werden erst kurz vor dem Schlupf ausgestoßen.

## Brut bei Insekten
Die meisten Insekten versorgen ihren Nachwuchs nicht und verlassen den Ort nach der Ablage wieder. Die Eier werden meist versteckt an für die Larven essbaren Pflanzen abgelegt. Ausnahmen hiervon sind in Staaten lebende Insekten wie Termiten, Ameisen, viele Bienen- und Wespenarten, welche Brutpflege betreiben.

## Brut bei anderen Tierarten
Auch der Gewöhnlicher Krake betreibt Brutpflege, indem das Weibchen den Eiern zu während Frischwasser zufächelt. Das kann bis zu einem Monat dauern, dabei nimmt es keinerlei Nahrung zu sich und stirbt nach dem Schlupf der Jungen an Erschöpfung.